# 戈登·藍道夫·威利
戈登·藍道夫·威利（英語：Gordon Randolph Willey，1913年3月7日—2002年4月28日）是二十世紀最重要的美國考古學家之一，威利的田野地點主要在南美、中美與美國西南區域， 是聚落型態理論的發展者。任職於史密森尼學會與哈佛大學。

## 早期生活與教育
戈登·藍道夫·威利出生於愛阿華州盧卡斯縣，12歲時舉家遷至加州，大學與碩士就讀於亞利桑那大學，並於哥倫比亞大學取得博士學位。

## 生涯
大學畢業後，先後進入史密森尼學會與哈佛大學擔任研究人員與教職，並以發展聚落型態理論而廣為人知，尤其是在祕魯的维鲁河谷的聚落型態與過程考古學的研究。

## 個人生活
威利1939年與Katharine W. Whaley結婚，兩人結婚63年並有一個女兒。威利八十九歲時死於心臟衰竭於麻省劍橋。

## 著作
- Archaeology of the Florida Gulf Coast, 1949
- 《秘鲁维鲁河谷的史前聚落形态》, 1953
- Method and Theory in American Archaeology (with Philip Phillips), 1958
- 《美洲考古学史》(with Jeremy Sabloff), 1980

## 外部連結
- WorldCat 聯合目錄中戈登·藍道夫·威利的著作或與之相關的著作
- A Biographical Memoir of GORDON RANDOLPH WILLEY （页面存档备份，存于）
- Pioneers of Southeastern Archaeology: Gordon R. Willey （页面存档备份，存于）
- Oxford Bibliographies （页面存档备份，存于）